# U–185
Az U–185 tengeralattjárót a német haditengerészet rendelte a brémai AG Wessertől 1940. augusztus 15-én. A hajót 1942. június 13-án vették hadrendbe. Három harci küldetése volt, ezek során kilenc hajót elsüllyesztett, egyet megrongált.

## Pályafutása
Az U–185 három járőrútra indult, az elsőre 1942. október 27-én futott ki Kielből. December 7-én megtorpedózta a brit zászló alatt haladó korábbi dán Peter Mærsk teherhajót 690 kilométerre az Azori-szigetektől. A hajó fedélzetén tartózkodó 66 ember meghalt. Második útján, 1943. március 10-én a tengeralattjáró megtámadta a KG–123-as konvojt, és két amerikai hajót pusztított el Kuba keleti partjai közelében. Második áldozata az első útját teljesítő amerikai James Sprunt volt. A teherhajó 4000 tonna robbanószert szállított, így a torpedótalálattól felrobbant, és mindössze 30 másodperc alatt elsüllyedt. A robbanás olyan nagy volt, hogy a szerteszét szálló fémdarabok a konvoj valamennyi tagját elérték. Az akciónak nem voltak túlélői. Április 6-án egy amerikai bauxitszállító volt a búvárhajó áldozata.
A tengeralattjáró harmadik járőrútja Brazília partjaihoz vezetett, ahol öt hajót süllyesztett el, közülük hármat egy napon. Az U–185 1943. július 7-én a BT–18-as konvojt támadta. Reggel hat után hét perccel megtorpedózta a James Robertsont, amely rádiókat szállított. A megrongálódott hajó két másik kereskedelmi hajónak is nekiütközött, mielőtt elsüllyedt. A következő áldozat a William Boyce Thompson tanker volt; a torpedó a gépháznál csapódott a hajótestbe, megsemmisítve azt és a kormányművet. Ugyanezen a napon a tengeralattjáró hullámsírba küldte a Thomas Sinnicksont is, amely 700 tonna mangánércet szállított. A második torpedó az üzemanyagtartályt találta el, és az égő olaj lángjai száz méternél magasabbra törtek fel. A legénység 13 órán át küzdött a hajóért, de végül kénytelen voltak elhagyni.
1943. augusztus 24-én, a hazafelé vezető úton, a Kanári-szigetektől nyugatra a USS Core amerikai anyahajóról felszálló TBF Avenger mélységi bombákkal megsemmisítette a tengeralattjárót. Huszonkilenc német meghalt, 22 túlélte a támadást.

## Kapitány
| Név         | Kezdőnap         | Zárónap             |
| ----------- | ---------------- | ------------------- |
| August Maus | 1942. június 13. | 1943. augusztus 24. |

## Őrjáratok
| Indulás  | Indulónap         | Érkezés  | Zárónap             |
| -------- | ----------------- | -------- | ------------------- |
| Kiel     | 1942. október 27. | Lorient  | 1943. január 1.     |
| Lorient  | 1943. február 8.  | Bordeaux | 1943. május 3.      |
| Bordeaux | 1943. június 9.   | *        | 1943. augusztus 24. |

* A tengeralattjáró nem érte el úti célját, eltűnt

## Elsüllyesztett és megrongált hajók
| Dátum              | Hajó neve              | Nemzetisége        | Brt  | Konvoj  |
| ------------------ | ---------------------- | ------------------ | ---- | ------- |
| 1942. december 7.  | Peter Mærsk            | Egyesült Királyság | 5476 | ON–149  |
| 1943. március 10.  | Virginia Sinclair      | Egyesült Államok   | 6151 | KG–123  |
| 1943. március 10.  | James Sprunt           | Egyesült Államok   | 7177 | KG–123  |
| 1943. április 6.   | John Sevier            | Egyesült Államok   | 7176 | GTMO–83 |
| 1943. július 7.    | James Robertson        | Egyesült Államok   | 7176 | BT–18   |
| 1943. július 7.    | William Boyce Thompson | Egyesült Államok   | 7061 | BT–18   |
| 1943. július 7.    | S. B. Hunt*            | Egyesült Államok   | 6840 | BT–18   |
| 1943. július 7.    | Thomas Sinnickson      | Egyesült Államok   | 7176 | BT–18   |
| 1943. augusztus 1. | Bagé                   | Brazília           | 8235 | TJ–2    |
| 1943. augusztus 6. | Fort Halkett           | Egyesült Királyság | 7133 |         |

* A hajó nem süllyedt el, csak megrongálódott